# Vijfhoeven
Vijfhoeven of Vijfhoeven in Kortrijk was een gerecht gelegen in de huidige gemeente Stichtse Vecht.
In 1284 werd er een gerecht met vijf hoeven in de parochie Breukelen aan de commanderij van de Duitse Orde te Utrecht geschonken. Hoe lang het Duitse Huis in het bezit van het gebied is gebleven is niet bekend. In 1459 is Jan van Renesse de eigenaar.

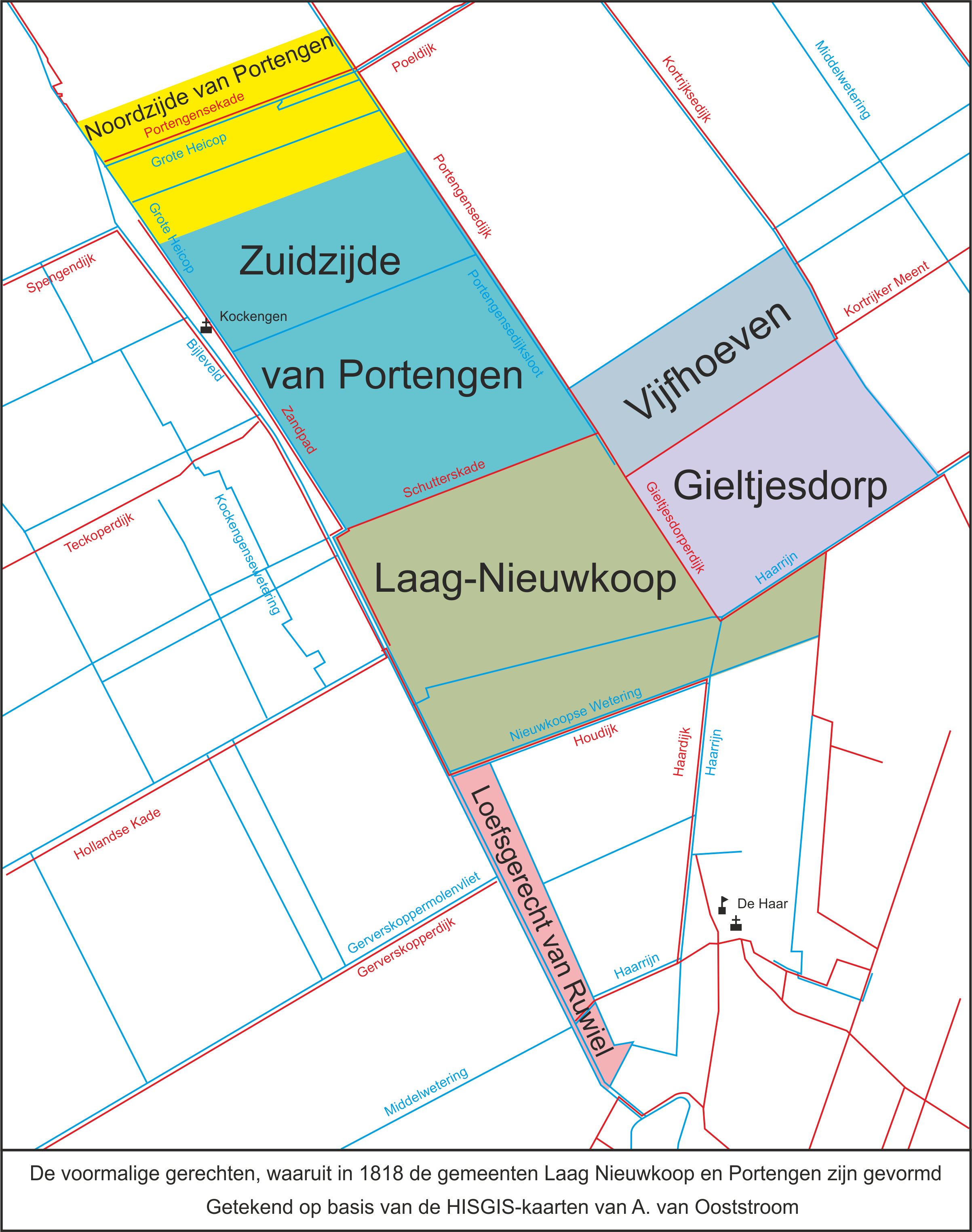

Op 16 augustus 1530 verenigde Karel V op verzoek van de eigenaar Frederik Utenham de drie gerechten Laag Nieuwkoop, Portengen-Zuideinde en Vijfhoeven tot één gerecht met rechtspraak door de schout en vijf schepenen in plaats van rechtspraak door de buurtgenoten. In de loop der tijd verwierven de eigenaren van de drie gerechten er nog eens vier en de het aantal schepenen nam daardoor uiteindelijk toe tot elf.
- Gerecht Laag Nieuwkoop: 2 schepenen
- Gerecht Portengen-Zuideinde: 2 schepenen
- Loefsgerecht van Ruwiel: 1 schepen
- Gerecht Gieltjesdorp: 2 schepenen
- Gerecht Vijfhoeven: 1 schepen
- Gerecht Gerverskop-Utenhams: 1 schepen
- Gerecht Gerverskop-Staten: 2 schepenen

In 1798 wordt er uit elf gerechten, waaronder Vijfhoven een gemeente Breukelen gevormd. In 1801 wordt deze gemeente opgeheven en wordt de oude situatie hersteld. Op 1 januari 1812 wordt er opnieuw een gemeente Breukelen gevormd, nu uit tien voormalige gerechten. Op 1 januari 1818 wordt deze gemeente Breukelen opgedeeld in vijf nieuwe gemeentes. Vijfhoeven komt bij de gemeente Laag Nieuwkoop. Laag Nieuwkoop met Vijfhoeven wordt op 1 mei 1942 bij de gemeente Kockengen gevoegd. Vervolgens komt het gebied op 1 januari 1989 bij Breukelen en op 1 januari 2011 bij Stichtse Vecht